# Paralasianthus
Paralasianthus é um género de plantas com flores pertencentes à família Rubiaceae.
A sua área de distribuição nativa é Hainan e da Tailândia à Papuasia.
Espécies:
- Paralasianthus dichotomus (Korth.) H.Zhu
- Paralasianthus hainanensis (Merr.) H.Zhu
- Paralasianthus lowianus (King & Gamble) H.Zhu
- Paralasianthus zhengyianus H.Zhu